# Fevansia aurantiaca
Fevansia aurantiaca ist eine trüffelartige Pilzart aus der Familie der Schafporlingsverwandten. Sie ist die einzige Art in der monotypischen Gattung Fevansia, die in Primärwäldern von Oregon vorkommt. Der Name Fevansia ehrt Frank Evans von der North American Truffling Society, der den Holotyp gesammelt hat. Das lateinische Art-Epitheton aurantiaca bedeutet „blass orange“  und bezieht sich auf die Farbe des Peridiums. Von der IUCN wird die Art und damit die Gattung als „gefährdet“ („EN“) eingestuft.

## Beschreibung
Trüffel sind Pilze, die im Laufe der Evolution ein hypogäisches (unterirdisches) Dasein annahmen; deshalb sind bei ihnen einige morphologische Merkmale reduziert. Einige der gewöhnlich an Trüffeln zur Identifikation benutzten Merkmale sind das Peridium (die Außenseite), die Gleba (das innere Gewebe mit den Sporen) und die Sporen selbst.
Das Peridium von Fevansia aurantiaca ist 100 … 200 µm dick. Die Gleba ist fest und feucht, ihre Farbe ist blass orange mit einem Stich ins Rosa oder Orange. Die Sporen sind 10 … 13 × 3,5 … 5 µm groß, spindelförmig und glatt und erscheinen in großen Gruppen grau-gelb, während die einzeln eher blassgelb wirken.

## Taxonomie
Der Pilz wurde ursprünglich als Vertreter der Familie der Wurzeltrüffelverwandten (Ordnung Dickröhrlingsartige) angesehen, weil er äußerlich allgemein den Arten der Gattungen Alpova und Rhizopogon aus der Sektion Rhizopogonella ähnelt. Kürzlich (2013) angestellte molekular-phylogenetische Analysen erbrachten jedoch, dass die Gattung Fevansia als Vertreter der Familie der Schafporlingsverwandten in der Ordnung Täublingsartige anzusehen ist. Aus diesem Grund geht man auch von symbiotischen Beziehungen (Mykorrhiza) zu Pflanzen aus (wie bei allen Arten der nahe verwandten Gattung Albatrellus), obwohl dies noch nicht bestätigt werden konnte.

## Lebensraum, Verbreitung und Ökologie
Fevansia aurentiaca wird im Pazifischen Nordwesten der Vereinigten Staaten gefunden, ist jedoch nicht häufig. Die Art lebt natürlicherweise unter der Erdoberfläche, was das Auffinden in gewisser Weise erschwert. Im Endeffekt sind nur wenige Exemplare für genetische Analysen verfügbar. Die meisten Belege beherbergt das Mykologische Herbarium der Oregon State University.
Die Trüffel werden am häufigsten in Wäldern gefunden, wo sie symbiotische Beziehungen zu Bäumen eingehen; eine dieser symbiotischen Beziehungen ist eine Ektomykorrhiza. Obwohl die meisten Trüffel Ektomykorrhizen bilden, ist es nicht sicher, ob dies auch auf F. aurentiaca zutrifft. Es gibt keine DNA-Treffer bei ektomykorrhizalen Wurzelspitzen, die eine solche Beziehung nahelegen. Es ist jedoch höchst wahrscheinlich, da die meisten Funde der Art unter Ektomykorrhiza bildenden Kiefernartigen gemacht wurden. Die DNA-gestützten Belege für die Zugehörigkeit zu den Schafporlingsverwandten legen gleichfalls nahe, dass Fevansia aurantiaca wie die meisten Vertreter der Familie ein Symbiont ist.